# نواف العوفي
نواف العوفي ؛ مواليد 5 مايو 1994 في السعودية، هو لاعب كرة قدم سعودي.

## مسيرة اللاعب
كانت بداياته مع نادي النصر وغادر إلى البرتغال في تجربة احترافية في نادي لوليتيانو، وعاد في عام 2015 إلى المملكة ووقع عقد مع نادي الطائي. وفي مطلع عام 2017 وقع مع نادي وج وأيضًا وقع مع نادي التضامن في عام 2019 و بعدها مع نادي الزلفي ونادي النجوم.